# قاي ماديسون
قاي ماديسون (بالإنجليزية: Guy Madison)‏ هو ممثل أمريكي، ولد في 19 يناير 1922 ببيكرسفيلد في الولايات المتحدة، وتوفي في 6 فبراير 1996 ببالم سبرينغس في الولايات المتحدة بسبب نفاخ رئوي.

## أعمال

### أفلام
- (1944) منذ أن رحلت

## وصلات خارجية
- قاي ماديسون على موقع IMDb (الإنجليزية)
- قاي ماديسون على موقع ألو سيني (الفرنسية)
- قاي ماديسون على موقع أول موفي (الإنجليزية)
- قاي ماديسون على موقع قاعدة بيانات الأفلام السويدية (السويدية)
- قاي ماديسون على موقع إن إن دي بي (الإنجليزية)
- قاي ماديسون على موقع قاعدة بيانات الفيلم (الإنجليزية)
- قاي ماديسون على موقع كينوبويسك (الروسية)